# Reptilicus
Reptilicus es una película de monstruos danesa-estadounidense de 1961 producida por Cinemagic y Saga Studio sobre un reptil prehistórico. Se estrenaron versiones separadas en Dinamarca y Estados Unidos, con American International Pictures a cargo de la distribución de este último.
El rodaje tuvo lugar en varias localizaciones de Dinamarca, incluidas Copenhague, Sjælland y Jylland.  Se filmaron varias versiones. El original se filmó en el idioma nativo danés y el segundo se filmó en inglés. Cada versión de la película contó con los mismos actores, a excepción de Bodil Miller, quien fue reemplazado por la actriz Marla Behrens ya que la actriz danesa no sabía hablar inglés. Sin embargo, la versión en inglés de la película fue muy editada, incluida la alteración de imágenes para mostrar a Reptilicus vomitando saliva ácida y las voces de los actores dobladas por American International Pictures para su estreno en Estados Unidos. 

## Reparto
- Carl Ottosen como el general Mark Grayson
- Ann Smyrner como Lise Martens
- Mimi Heinrich como Karen Martens
- Asbjørn Andersen como el profesor Otto Martens
- Bodil Miller como Connie Miller (versión danesa)
- Marla Behrens como Connie Miller (versión americana)
- Bent Mejding como Svend Viltorft
- Povl Wøldike como Dr. Peter Dalby
- Dirch Passer como Peterson
- Ole Wisborg como Capitán Brandt
- Mogens Brandt como el jefe de policía Hassing
- Kjeld Petersen como el oficial de policía Olsen
- Alfred Wilken como el comandante Vanggaard
- Poul Thomsen como Capitán Naval
- Claus Toksvig como él mismo
- Birthe Wilke como ella misma
- Alex Suhr como Alex
- Bent Vejlby como conductor de Brandt
- Børge Møller Grimstrup como granjero
- Dirk Melchior como granjero devorado por Reptilicus

## Estreno

### Estreno en cines
La única película de monstruos gigantes de Dinamarca, hizo que tenga seguidores de culto en su país de origen.  Sidney Pink intentó realizar un remake en 2001, debido al éxito de taquilla de Godzilla en 1998, antes de su muerte en 2002.[cita requerida]

### Formato casero
La versión estadounidense de Reptilicus fue lanzada en DVD el 1 de abril de 2003 por MGM Home Entertainment bajo el nombre de Midnite Movies.  La versión danesa fue lanzada en DVD por Sandrew Metronome en 2002. En junio de 2015, Scream Factory estrenó la película en formato Blu-ray como un largometraje doble con Tentacles de 1977. 